# La favola che vuoi
La favola che vuoi è un'opera per pianoforte solo del pianista e compositore Giovanni Allevi, eseguita per la prima volta al Conservatorio Giuseppe Verdi di Milano, il 14 maggio 2004 in favore della fondazione "Aiutare i Bambini – Onlus".. Il 13 giugno esegue l'opera ad Hong Kong che quindi costituisce il suo primo concerto all'estero.
Nella rappresentazione di quest'opera al pubblico il compositore invita gli spettatori presenti ad immaginarsi una storia personale, suggerita dai titoli dei 17 brani che la compongono.

## Tracce
La maggior parte dei brani è inclusa nell'album del 2003 Composizioni.
1. Prologo
2. Nel giardino di Lot
3. La sfida
4. Il fiume
5. Le sole notizie che ho
6. Incontro
7. L'avversario
8. Flut
9. L'idea
10. Affinità elettive
11. Filo di perle
12. Il vento
13. Luna
14. Il cavaliere
15. La notte prima
16. La battaglia
17. Sipario